# 奧爾頓貝 (新罕布什爾州)
奧爾頓貝（英語：Alton Bay）是位於美國新罕布什爾州貝爾納普縣的非建制地區。

## 歷史
奧爾頓貝的郵局自1905年營運至今。

## 地理
奧爾頓貝所處的海拔為高於海平面156米（即512英呎），而該地所採用的時區為UTC-5，即北美东部时区（EST）。同時該地設有夏令時間，為UTC-5調快一小時，即UTC-4（EDT）。